# Luis Ramos
Ne doit pas être confondu avec Luis Ramos (footballeur uruguayen).
Luis Arcángel Ramos Colón (né le 11 avril 1985 à San Pedro Sula) est un footballeur hondurien.

## Biographie
Après un an passé en France chez les espoirs du PSG, Luis Ramos commence sa carrière au Deportivo Marathón au Honduras, puis joue en faveur du MŠK Žilina et du FC Nitra, clubs de la Corgoň Liga.
Il participe à la Coupe du monde des moins de 20 ans 2005 avec le Honduras.

## Palmarès
- Champion de Hongrie en 2010 avec Debrecen